# Lousewies van der Laan
Louse Wies Sija Anne Lilly Berte (Lousewies) van der Laan (Rotterdam, 18 februari 1966) is directeur van Transparency International Nederland en een Nederlandse oud-politica voor Democraten 66 (D66). Voor deze politieke partij zat ze van 1999 tot 2003 in het Europees Parlement en van 30 januari 2003 tot 30 november 2006 in de Tweede Kamer; van 3 februari 2006 tot 23 november 2006 was ze tevens fractievoorzitter.

## Levensloop

### Jeugd en opleiding
Van der Laan is geboren in Nederland maar woonde vrijwel haar hele jeugd in het buitenland (Verenigde Staten, Duitsland en België). Op 18-jarige leeftijd vestigde zij zich definitief weer in Nederland. Hier begon ze een studie rechtsgeleerdheid aan de Rijksuniversiteit Leiden. In haar studententijd was zij actief lid van de L.V.V.S. Augustinus. Na het behalen van haar doctoraalexamen ging ze werken bij Europese organisaties. Haar eerste stageplaats in 1990 was bij Frans Andriessen, de vicepresident van de Europese Commissie.

### Werkzaamheden
Van 1991 tot 1994 was Van der Laan medewerker bij de Europese Commissie voor milieuprojecten in voormalige sovjetrepublieken. In 1995 was ze medewerker van de Europese bank voor ontwikkeling in Londen. Tussen 1995 en 1999 werkte ze als medewerker en later woordvoerder van de Nederlandse Eurocommissaris Hans van den Broek. In 1999 werd ze namens D66 gekozen tot lid van het Europees Parlement. In Nederland was ze al snel een van de bekendste Europese parlementsleden.

### Nederlandse politiek
In 2003 maakte Lousewies van der Laan de overstap naar de landelijke politiek en werd lid van de Tweede Kamer namens D66. Naast vice-fractievoorzitter was zij woordvoerder Binnenlandse Zaken, politie, justitie, emancipatie en gelijke kansen, Buitenlandse Zaken en ontwikkelingssamenwerking, Europa, hoger onderwijs en economie. Ze was voorzitter van de Tijdelijke Commissie Technologie beleid en vice-voorzitter van de Vaste Kamercommissie Europese Zaken. Op 3 februari 2006 nam zij de functie van fractievoorzitter over van Boris Dittrich, die was teruggetreden na een debat over uitzending van Nederlandse militairen naar de Afghaanse provincie Uruzgan. Hierdoor fungeerde ze in feite als tijdelijk partijleider tot ze op 24 juni 2006 als kandidaat-lijsttrekker het intern referendum verloor van Alexander Pechtold, die daarmee behalve lijsttrekker ook de nieuwe partijleider werd. Als kandidaat pleitte zij onder andere voor sluiting van fundamentalistische islamitische scholen. Pechtold achtte dat in strijd met het anti-discriminatiebeginsel. Op 29 juni 2006 viel het kabinet-Balkenende II mede door haar toedoen, omdat de fractie zich niet langer kon vinden in het vreemdelingenbeleid van minister Rita Verdonk, met name het onrechtmatig afpakken van het paspoort van Tweede kamerlid Ayaan Hirsi Ali. Op 4 augustus 2006 maakte zij bekend zich voor de Tweede Kamerverkiezingen van november 2006 niet herkiesbaar te stellen. Namens D66 is zij 3 termijnen vice-voorzitter geweest van de ALDE partij, de koepel van liberale en democratische partijen in Europa, in welke hoedanigheid ze ook voorzitter was van de commissie die het ALDE verkiezingsprogramma schreef voor de Europese verkiezingen van 2014.

### Na de Nederlandse politiek
In 2008 werd Van der Laan voorzitter van United World Colleges Nederland, een internationale scholenorganisatie, waar ze later ook toetrad tot de Raad van Toezicht. In datzelfde jaar werd zij benoemd tot stafchef van het Internationaal Strafhof in Den Haag. Ook adviseerde ze landen in Azië, Afrika en Oost-Europa over mensenrechten en democratie. Per 22 oktober 2015 werd Van der Laan benoemd in de International Board van de Internet Corporation for Assigned Names and Numbers (ICANN), voor een periode van drie jaar. Per 1 oktober 2020 werd ze aangesteld als directeur van Transparency International Nederland (TI-NL). Sinds november 2021 is ze voorzitter van de Raad van Toezicht van de Consumentenbond en sinds 2024 lid van de Raad van Toezicht van Stichting AINed, die zich inzet voor mensgerichte kunstmatige intelligentie in Nederland. Ze heeft verschillende onbezoldigde nevenfuncties: Ambassadeur van het mensenrechten filmfestival Movies That Matter, ambassadeur van de Stichting Positive Minds die armoede bespreekbaar maakt in de klas en ambassadeur voor de Pim de Kuijer lezing, ter herinnering aan haar oud-stagiaire Pim de Kuijer die stierf aan boord van de vlucht MH-17. Als ambassadeur van de Nederlandse Trombose Stichting werkt ze mee aan bewustwording over trombose.

### Personalia
Lousewies van der Laan is gescheiden en heeft een zoon en een dochter. Ze trad op in de film Meat the Truth.